# Hector Creek
Der Hector Creek ist ein kleiner Fluss im Belize District in Belize. Er bildet die Hector Creek Lagoon und mündet im Sumpfgebiet des Sibun River in denselben.

## Verlauf
Der Hector Creek entsteht im Sumpfgebiet zwischen Belize River und Sibun River. Eine eindeutige Quelle und auch die genaue Länge lässt sich daher nicht angeben. Von der Stelle, an welcher der Hector Creek aus einem Sumpf austritt und mit einem deutliche Flusslauf durch eine Savannenlandschaft fließt, bis zur Mündung sind es ca. 15 Kilometer. Der Flusslauf geht nach Südosten zwischen den Orten Hattieville und Tropical Park hindurch und wird vom George Price Highway überquert. Zwischen Tropical Park und Western Paradise weitet sich der Fluss zur Hector Creek Lagoon mit breiten bis zu 150 m. Zuletzt mündet der Hector Creek zwei Kilometer nordöstlich von Freetown Sibun in den Sibun River, der selbst bei Belize City in die Karibische See mündet.